# Ruzzle
Ruzzle es un videojuego desarrollado por MAG Interactive y publicado en App Store y Google Play a marzo de 2012. El mecanismo de juego está inspirado en la juego de mesa Boggle y Scrabble.
A enero de 2013 Ruzzle tenido más de 10 millones de jugadores en 128 países diferentes.

## Gameplay
El juego se basa en un sistema de retos en línea: para iniciar un juego, el jugador debe necesariamente encontrar un oponente para jugar contra, que puede ser elegido al azar por el sistema entre los usuarios en línea, elegido de una lista de amigos fijado por el jugador o elegido de entre amigos Facebook.
Cada juego está dividido en tres rondas y la puntuación final es la suma de las puntuaciones obtenidas en cada ronda. En cada ronda, el jugador tiene dos minutos para formar tantas palabras tenían sentido con los dieciséis cartas disponibles en la cuadrícula de 4x4 en la pantalla. Las palabras deben ser de al menos 2 cartas y debe ser formado usando letras adyacentes el uno al otro. Usted no puede entrar en las mismas cajas de cartas varias veces dentro de la misma palabra. Al igual que en Scrabble, cada letra se le asigna una puntuación en función de la dificultad de insertar en palabras que tienen sentido, por ejemplo, la voz común como A, E, I, O valen 1 punto, mientras que las consonantes más raros como el Z o H valen 8 puntos.
La puntuación total asignada a cada palabra que se encuentra es la suma de los puntajes asignados a las letras individuales, además de un "largo bonus" para las palabras de más de cinco letras. Usted puede aumentar su puntaje con las letras marcadas con símbolos de bonificación: DL duplica el valor de la carta, TL triplica su valor, DW y TW duplican triplica el valor de la palabra en sí. El número de cartas de bonificación varía en función de la vuelta: en la primera se presentan sólo un DL y TL a, en la segunda ronda también aparece un DW, mientras que en el tercero también hay dos DW y un TW.

## Versiones
El juego para Android se distribuye en dos versiones: "Ruzzle" (de pago) y "Ruzzle Free" (libre), mientras que la versión completa de iOS está desbloqueado después de que la adquisición. La versión completa no contiene publicidad, así como ofrecer la oportunidad de entrenar, ver sus estadísticas y una lista de todas las palabras posibles de encontrar en cada tabla (esto sólo después de jugar el juego). 
El juego también fue lanzado para Kindle Fire, si bien la versión para Windows Phone es un trabajo en progreso.